# Antonio Lante Montefeltro della Rovere
Antonio Lante Montefeltro della Rovere (né le 17 décembre 1737 à Rome, alors capitale des États pontificaux, et mort dans la même ville le 23 octobre 1817) est un cardinal italien du XIXe siècle.

## Biographie
Antonio Lante Montefeltro della Rovere exerce diverses fonctions au sein de la Curie romaine. Il est inquisiteur à Malte du 22 mars 1771 au 11 juin 1777.
Le pape Pie VII le crée cardinal in pectore lors du consistoire du 8 mars 1816. Sa création est publiée le 28 juillet 1817.
Il est demi-frère du cardinal Alessandro Lante Montefeltro della Rovere (1816), l'arrière-neveu du cardinal Marcello Lante (1606) et le grand-neveu du cardinal Federico Marcello Lante (1743).

### Sources
- Fiche du cardinal Antonio Lante Montefeltro della Rovere sur le site fiu.edu